# Kamienica przy pl. Świętych Piotra i Pawła 4-5 w Szczecinie
Kamienica przy pl. Świętych Piotra i Pawła 4-5 w Szczecinie (przed 1945 r. Klosterhof 33/34) – kamienica wznosząca się na narożniku placu Świętych Piotra i Pawła oraz ulicy Zygmunta Duczyńskiego, na obszarze szczecińskiego osiedla Stare Miasto, w dzielnicy Śródmieście. W sąsiedztwie budynku stoi zabytkowy kościół św. Piotra i św. Pawła.
Kamienica jest jedynym zachowanym budynkiem z nieistniejącej już ulicy Wyszaka (do 1945 r. Klosterhof) oraz jednym z nielicznych budynków Starego Miasta, który przetrwał II wojnę światową i powojenne wyburzenia.

## Historia
Kamienica powstała na miejscu dwóch niewielkich budynków, z których jeden był siedzibą parafii św. Piotra i św. Pawła (Predigerhaus der Peter- und Paulskirche). W 1909 r. stary budynek zburzono i dla potrzeb parafii wzniesiono w jego miejscu zachowaną do dziś kamienicę.
Do 1945 r. na budynku wisiała tablica poświęcona pamięci szczecińskiego poety Hansa Hoffmanna:

Hier wurde der Pommerndichter Hans Hoffmann am 27. Juli 1848 geboren

W tym miejscu urodził się dnia 27 lipca 1848 r. poeta pomorski Hans Hoffmann

## Opis
Kamienica jest obiektem 6-kondygnacyjnym, przy czym dwie najwyższe kondygnacje znajdują się pod dwuspadowym dachem krytym dachówką ceramiczną. Zarówno elewacja od strony placu Świętych Piotra i Pawła, jak i od ulicy Duczyńskiego, jest 11-osiowa. Otwory okienne wszystkich pięter obramowano opaskami, a przyziemie parteru ozdobiono rustyką. Parter rozgraniczono od wyższych kondygnacji gzymsem o prostej formie.
Od strony placu Piotra i Pawła, w osi nr 3 umieszczono wejście do budynku, a w osi nr 4 bramę wjazdową; obie bramy ujęto w boniowane, zaokrąglone w górnej części portale. Ponad bramą wjazdową na wysokości pierwszego piętra dobudowano do elewacji wykusz wsparty na dwóch konsolach. Czwartą kondygnację doświetlono trzema lukarnami. Krawędzie fasady udekorowano boniowaną opaską.
Od strony ulicy Duczyńskiego elewacja podzielona jest wizualnie na dwie części. Część lewa, czteroosiowa, odznacza się balkonami przylegającymi do osi nr 3 i 4 na wysokości pierwszego i drugiego piętra. Lewą część elewacji wieńczy szczyt o czterech częściach oddzielonych gzymsami. W najniższej części znajduje się sześć wąskich okien, wyżej jedno owalne okno, ponad którym umieszczono dekoracje w postaci wstęgi i płaskorzeźby z datą budowy obiektu – 1909. Ponad nią wąski otwór, a w najwyższej części szczytu półkolisty gzyms ukoronowany krzyżem. Część prawą elewacji, 7-osiową, oddzielono od części lewej pionową boniowaną opaską. W pierwszej i przedostatniej osi lewej części elewacji wstawiono bramy wejściowe analogiczne do tej od strony placu Świętych Piotra i Pawła. Środkową część fasady wieńczy niewielka lukarna należąca do trzeciej kondygnacji. Także od tej strony krawędzie fasady zdobią boniowane opaski.

## Siedziby instytucji
Kamienica pełni funkcję obiektu biurowo-kulturowego. Znajdują się w niej:
- Teatr Kana[8],
- Wydział Zaopatrzenia i Inwestycji Komendy Wojewódzkiej Policji w Szczecinie[9],
- Zarząd Wojewódzki NSZZ Policjantów Województwa Zachodniopomorskiego[10],
- Zarząd Wojewódzki NSZZ Pracowników Policji Województwa Zachodniopomorskiego.